# Caudina
Caudina es un género de foraminífero bentónico considerado homónimo posterior de Caudina Stimpson, 1853, y sustituido por Gorisella de la subfamilia Polymorphininae, de la familia Polymorphinidae, de la superfamilia Polymorphinoidea, del suborden Lagenina y del orden Lagenida. Su especie-tipo era Caudina linter. Su rango cronoestratigráfico abarcaba el Mioceno inferior y medio.

## Discusión
Clasificaciones previas incluían Caudina en la superfamilia Nodosarioidea.

## Clasificación
Caudina incluía a la siguiente especie:
- Caudina linter, aceptada como Gorisella linter